# Кічеєве
Кіче́єве — пасажирський залізничний зупинний пункт Коростенського напрямку Київської дирекції Південно-Західної залізниці на електрифікованій лінії Київ-Волинський — Коростень між зупинним пунктом Ворзель (2,5 км) та станцією Немішаєве (3 км). Розташований в селищі Ворзель Бучанського району Київської області.

## Історія
Зупинний пункт відкритий у 1926 році, поблизу дачного селища Кічеєве. Селище з такою назвою нині не існує — воно злилося із Ворзелем, проте назва зупинного пункту збереглася.
У 1960 році електрифікований постійним струмом (=3 кВ) в складі дільниці Ворзель — Клавдієво, на початку 1980-х років лінія Київ — Коростень переведена на змінний струм (~25 кВ).

## Пасажирське сполучення
Приміське сполучення здійснюється електропоїздами Коростенського напрямку.